# Wonder Woman: Bloodlines
Wonder Woman: Bloodlines es una película estadounidense de superhéroes animada directa a vídeo de 2019 que se centra en la superheroína Mujer Maravilla y es la 14.ª entrega del Universo de Películas Animadas de DC y la 36.ª película general en la línea de películas animadas originales del Universo DC. La película se estrenó en plataformas digitales el 5 de octubre de 2019 y se estrenó en 4K Ultra HD y Blu-ray el 22 de octubre de 2019. Se enfoca en Mujer Maravilla enfrentando enemigos del pasado que se unen y forman Villainy Inc.

## Argumento
En 2014, la Princesa Diana de Temiscira rescata al piloto estadounidense Capitán Steven "Steve" Trevor de un ataque de Parademonio y lo lleva a una cámara de reparación donde se recupera por completo con un rayo curativo púrpura. Sin embargo, la madre de Diana, Hipólita, toma prisionero a Steve porque su presencia viola la ley cardinal de "no hombres" de las Amazonas, a pesar de la insistencia de Steve de advertir al mundo sobre la incursión. Más tarde es interrumpido por Diana, que ve un presagio sobre una invasión de otro mundo cumplido con su llegada. Cuando Hipólita exige el reencarcelamiento de Steve, Diana la desafía antes de irse para proteger el mundo de los hombres, haciendo que Hipólita, con el corazón roto, la repudie. En Washington D. C., Etta Candy lleva a Diana y Steve a la Doctora Julia Kapatelis. Diana también conoce a la hija de Julia, Vanessa, que se pone celosa de Diana porque su madre le presta más atención que a ella. A medida que pasa el tiempo, Diana continúa protegiendo el mundo del hombre como superhéroe bajo el nombre en clave de "Mujer Maravilla".
Cinco años después, Diana se reúne con Steve, Julia y Etta en el recién reconstruido Salón de la Justicia, donde Julia solicita la ayuda de Diana para encontrar a Vanessa, quien tiene la intención de intercambiar un artefacto que robó de Veronica Cale, superior de Julia, a la villana Doctor Poison. Diana, Steve y Julia intervienen en el comercio, pero se enfrentan a los soldados del Doctor Poison y su ejecutor Giganta. Giganta se inyecta a sí misma con un misterioso suero de mejora, pero finalmente es derrotada. Julia recibe un disparo mortal durante el fuego cruzado entre Steve y los soldados de infantería, y Poison escapa con el artefacto. Vanessa culpa a Diana por la muerte de su madre y huye. Posteriormente es reclutada por Poison y el Doctor Cyber para someterse a un experimento que la convierte en Silver Swan.
Con un jet furtivo proporcionado por Etta, Diana y Steve localizan a Poison en Qurac, pero se enfrentan a Silver Swan. Silver Swan es rápidamente derrotado, pero Poison huye con un prototipo de arma biológica. Diana y Steve llevan al Silver Swan inconsciente a Cale Pharmaceuticals. Diana cree que usar el rayo curativo púrpura puede salvar a Silver Swan del virus tecno-orgánico que le da poderes pero que también la está convirtiendo en un robot, pero no recuerda la ubicación de Themyscira debido a una mística medida de seguridad. Cale les muestra la oficina de Julia, que también estaba buscando a Themyscira como un proyecto favorito. Después de revisar las notas de Julia, descubren que Diana debe beber agua de una fuente ubicada en el templo de Pasífae para conocer el lugar.
Diana, Steve y Etta viajan al templo, donde se enfrentan a Cheetah, que trabaja para una organización conocida como Villainy Inc. dirigida por Poison y Cyber. Mientras Steve y Etta ingresan al templo, Cheetah toma una fórmula, similar a la que tomó Giganta, que le otorga atributos físicos mejorados pero también la vuelve bestial. Steve y Etta entran en un laberinto, donde se encuentran y derrotan a un Minotauro. Diana usa su Lazo de la Verdad para someter a Cheetah y se dirige a sus amigos en el centro del laberinto, donde bebe el agua profética. Después de recibir un resplandor de visiones, encuentra al Minotauro moviéndose nuevamente. Diana se da cuenta de que la criatura está encantada para defender la fuente y la destruye. Hacerlo libera al Minotauro, después de lo cual Steve lo llama "Ferdinand".
El trío regresa a Cale Pharmaceuticals para reflexionar sobre las visiones de Diana Cale les informa que Villainy Inc. robó los diseños de ingeniería de su empresa para crear sus potenciadores de fuerza y la tecnología que creó Silver Swan. Usando las visiones de Diana, Cale señala la ubicación de la casa de Mujer Maravilla, pero esta información es interceptada por Cyber, quien revela que su verdadera intención es robar la tecnología de las Amazonas con fines de lucro. Cyber hace que Silver Swan se despierte y ataque a Mujer Maravilla mientras los demás se retiran apresuradamente para escapar del protocolo de incineración del edificio, que fue iniciado por Cyber. Sometiendo a Silver Swan, Mujer Maravilla regresa para rescatar a Steve, Etta y Veronica mientras Silver Swan huye.
Con la información que recibieron, Diana, Steve y Etta van al Salón de la Justicia para los preparativos y luego toman su avión furtivo hacia Themyscira. Encuentran que la isla ya está sitiada por Villainy Inc. Silver Swan sale a distraer a los héroes mientras Cyber y Poison desatan su arma final: Medusa, revivida y potenciada a través de su superciencia combinada. Sin embargo, Medusa se niega a someterse a ellos y destruye el autómata de Cyber. Poison intenta salvar su propia vida ofreciéndole a Medusa el suero de mejora, pero Medusa simplemente la petrifica y la mata y se lo toma de todos modos. Al crecer a proporciones monolíticas, Medusa se embarca en un alboroto asesino, petrificando y matando a numerosas amazonas.
Después de derrotar a Silver Swan, Diana se apresura a luchar contra Medusa. Steve intenta ayudar, pero termina petrificado. Durante la batalla, Silver Swan llama la atención de Medusa, lo que le permite a Diana cortar una de sus serpentinas bobinas de cabello. Cuando la gorgona la obliga a mirarla a los ojos, Diana usa el veneno de la cabeza de la serpiente para cegarse, lo que le permite encontrarse con Medusa de frente. La monstetra derriba a su adversario en el suelo, pero finalmente movida por el sacrificio de Diana, Silver Swan se apresura a defenderla. Trabajando juntos, logran matar a Medusa, deshaciendo su petrificación de Steve y las Amazonas. Vanessa e Hipólita se reconcilian con Diana, y todos los afectados se curan con el rayo púrpura. Posteriormente, Hippolyta declara a Diana la campeona de Temiscira y anuncia su decisión de abrir la isla al mundo exterior nuevamente.
En una escena poscréditos, Diana regresa a Washington y se enfrenta a Cale, quien se revela como el verdadero líder de Villany Inc. y jura venganza por frustrar su plan de apoderarse del rayo curativo del Amazonas, a lo que Diana planta su espada en el escritorio de Cale.

## Reparto
| Voice actor        | Character                       |
| ------------------ | ------------------------------- |
| Rosario Dawson     | Diana Prince / Mujer Maravilla  |
| Jeffrey Donovan    | Steve Trevor                    |
| Marie Avgeropoulos | Vanessa Kapatelis / Silver Swan |
| Adrienne C. Moore  | Etta Candy                      |
| Kimberly Brooks    | Cheetah Giganta                 |
| Courtenay Taylor   | Doctor Poison                   |
| Constance Zimmer   | Veronica Cale                   |
| Nia Vardalos       | Julia Kapatelis                 |
| Michael Dorn       | Ferdinand el Minotauro          |
| Cree Summer        | HipólitaMedusa                  |
| Mozhan Marnó       | Doctor Cyber                    |
| Ray Chase          | Lead Bandit                     |

## Producción
En julio de 2018, Wonder Woman: Bloodlines fue anunciada en la Comic-Con de San Diego.
En julio de 2019, se anunció que Rosario Dawson volvería a interpretar su papel de Mujer Maravilla de películas anteriores, y se unirían Jeffrey Donovan como Steve Trevor, Marie Avgeropoulos como Vanessa Kapatelis/Silver Swan, Kimberly Brooks como Cheetah y Giganta, Michael Dorn como Ferdinand, Ray Chase como el bandido principal, Mozhan Marnó como Doctor Cyber, Adrienne C. Moore como Etta Candy, Courtenay Taylor como Doctor Poison, Nia Vardalos como Julia Kapatelis y Constance Zimmer como Veronica Cale.

## Estreno
La película fue lanzada como una película de estreno mundial durante la New York Comic Con el 5 de octubre de 2019, y también se lanzó en plataformas digitales el mismo día, y se lanzó en 4K Ultra HD y Blu-ray el 22 de octubre de 2019. También está disponible en el servicio de transmisión DC Universe.

## Recepción

### Crítica
En el agregador de reseñas Rotten Tomatoes, la película tiene un índice de aprobación del 88% basado en 8 reseñas, con una calificación promedio de 7.08/10. IGN le dio a la película una calificación de 6.5/10.

### Ventas
La película ganó $1,704,695 de las ventas nacionales de Blu-ray.